# ژان پیکرینگ
ژان پیکرینگ (انگلیسی: Jean Pickering; ۴ ژوئیهٔ ۱۹۲۹ – ۲۵ مارس ۲۰۱۳) دونده، و ورزشکار دو و میدانی اهل بریتانیا بود.